# Vuohensaari

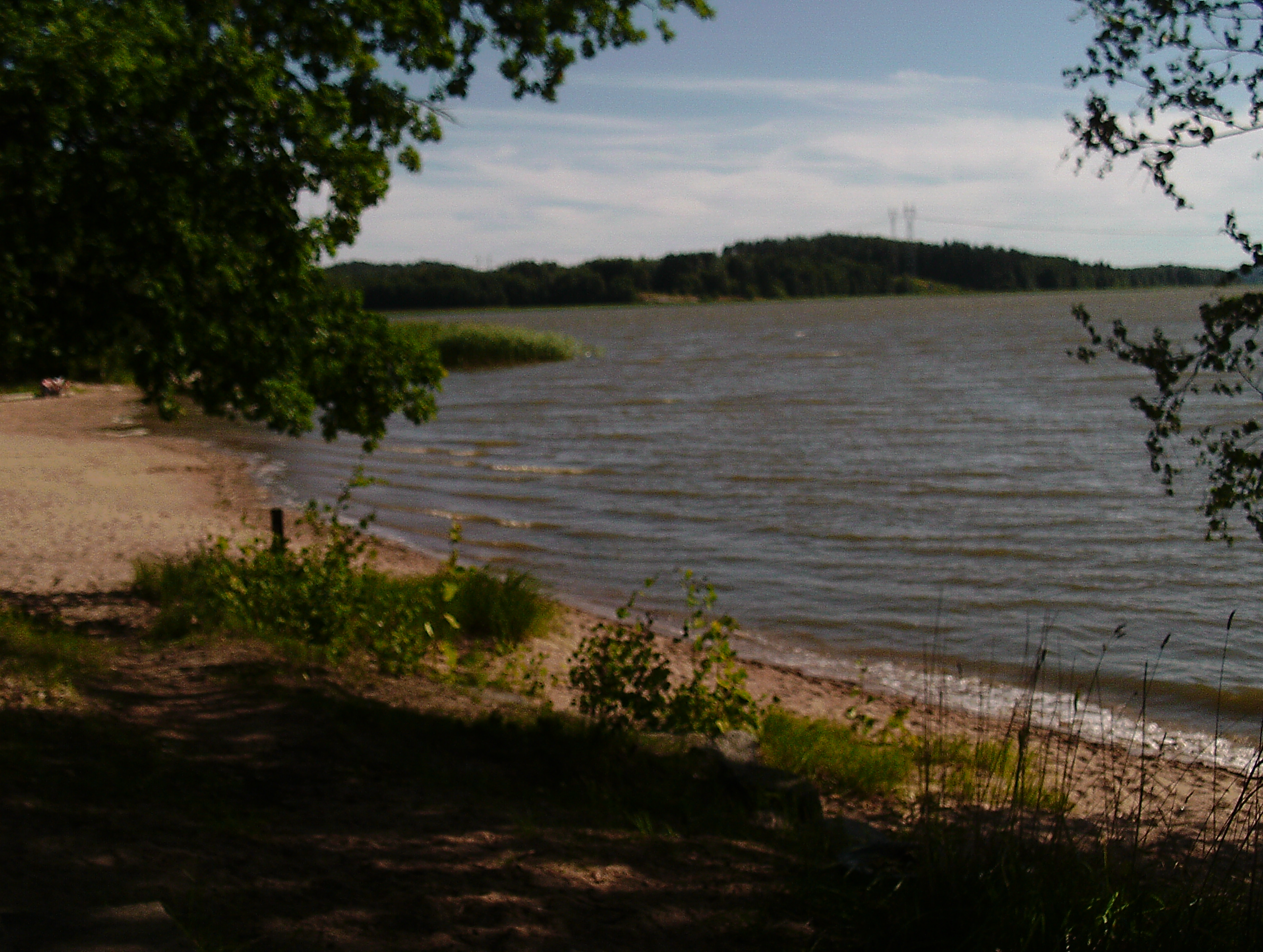
Het strand van Vuohensaari in 2016

Vuohensaari (Fins voor ‘geiteneiland’) is een eiland in de Finse gemeente Salo, dat sedert 1961 door een damweg met het vasteland verbonden wordt. Het bevindt zich ten westen van het stadscentrum van Salo in de baai Halikonlahti, een onderdeel van een lange zeestraat met talrijke inhammen, die uiteindelijk in het noordoosten van de Oostzee uitmondt. Vuohensaari heeft geen vaste bewoners, maar bezit een kampeerterrein voor caravans, een restaurant en een openluchttheater met balzaal. In het westen ligt een strand, Vuohensaaren Uimaranta.
Het eiland behoorde tot 1933 tot de gemeente Halikko. Met de aanleg van de damweg Satamakatu verdwenen de scheepsverbindingen die voorheen de toeristen naar het eiland hadden vervoerd. Het muziekfestival Vuohisrock vond oorspronkelijk in augustus op de camping van Vuohensaari plaats, voordat het naar het stadsdeel Pahkavuori verhuisde.